# Falkenhain (Altenberg)
Falkenhain ist ein Ortsteil der sächsischen Stadt Altenberg im Landkreis Sächsische Schweiz-Osterzgebirge.

## Geografie

### Lage
Falkenhain liegt etwa sechs Kilometer nördlich von Altenberg im Osterzgebirge. Der Ort liegt an der Staatsstraße 182 von Schmiedeberg nach Altenberg in Hochlage am oberen Fallbach.

### Nachbarorte
| Dönschten     | Johnsbach                                   | Bärenhecke |
| Kipsdorf      | Kompassrose, die auf Nachbargemeinden zeigt |            |
| Oberbärenburg | Waldidylle                                  | Bärenstein |

## Geschichte
Das Waldhufendorf Falkenhain wurde 1462 als Valkenhain erstmals urkundlich erwähnt. Der Ort war 1696 zum Amt Pirna gehörig. Die Grundherrschaft lag 1551 beim Rittergut Bärenstein, 1696 beim Rittergut Schmiedeberg. Von 1856 bis 1875 gehörte Falkenhain dem Gerichtsamt Altenberg an, danach der Amtshauptmannschaft Dippoldiswalde. 1900 betrug die Fläche der Gemarkung 365 Hektar. Die Bevölkerung teilte sich 1925 in 316 evangelisch-lutherische und 2 Katholiken auf. Der Ort war nach Johnsbach gepfarrt. Im Jahr 1952 wurde Falkenhain als eigenständige Gemeinde Teil des Kreises Dippoldiswalde, der 1994 in den Weißeritzkreis überging. Am 1. Januar 1999 erfolgte die Eingemeindung nach Altenberg. Altenberg wurde im August 2008 Teil des aus Landkreis Sächsische Schweiz und Weißeritzkreis gebildeten Landkreises Sächsische Schweiz-Osterzgebirge.
Falkenhain war bis 2018 staatlich anerkannter Erholungsort.

### Entwicklung der Einwohnerzahl
| Jahr | Einwohnerzahl                                 |
| ---- | --------------------------------------------- |
| 1551 | 21 besessene Mann, 20 Inwohner                |
| 1764 | 18 besessene Mann, 8 Häusler, 5 wüste Häusler |
| 1834 | 227                                           |
| 1871 | 230                                           |
| 1890 | 244                                           |
| 1910 | 349                                           |
| 1925 | 318                                           |
| 1939 | 386                                           |
| 1946 | 615                                           |

| Jahr | Einwohnerzahl |
| ---- | ------------- |
| 1950 | 648           |
| 1964 | 525           |
| 1990 | 399           |
| 2009 | 235           |
| 2010 | 236           |
| 2011 | 236           |
| 2014 | 226           |
| 2015 | 229           |
| 2018 | 232           |